# Bristaverket

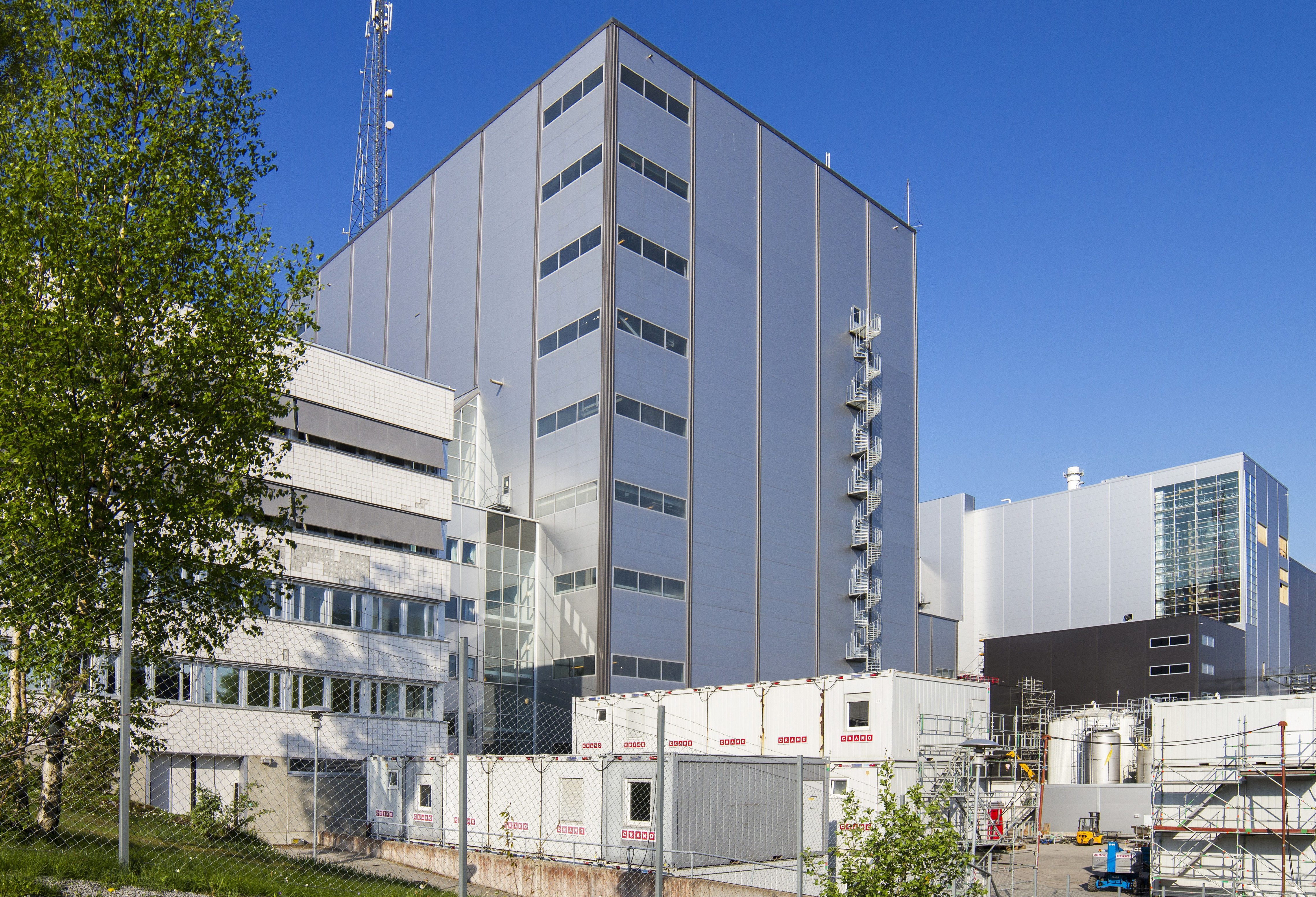
Brista kraftvärmeverk

Bristaverket är ett kraftvärmeverk beläget vid Returvägen 14 syd–sydost om Märsta, som togs i drift 1997. Verket består av en biobränsleeldad CFB-panna tillverkad av Foster Wheeler som stod färdig 1996 och en avfallseldad rosterpanna som togs i drift 2013. 
Bristaverket är en del av Stockholm Exergis nordvästra fjärrvärmenät där bland annat Hässelbyverket och Akallaverket ingår. 

## Tekniska data

### Block 1
- Leverantör: 
  - Panna: Foster Wheeler
  - Turbin: Stal-Laval
  - RGR/RGK/KVR: Fagersta Energetics/Radscan
- Typ: CFB
- Bränsle: Träflis ca 300 000 ton/år
- Installerad effekt: 108 MW värme, 42 MW el
- Rökgaskondensering: 30 MW värme
- Årlig produktion: 290 GWh el, 760 GWh värme
- Ångdata: 144 Bar, 540°C

### Block 2
- Leverantör: 
  - Panna: Martin GmbH
  - Turbin Siemens Industrial Turbomachinery (Brno),
  - RGR/RGK: Alstom
- Typ: Rörlig stavroster
- Bränsle: Hushålls- och delvis industriavfall ca 240 000 ton/år
- Installerad Effekt 60 MW värme, 20 MW el
- Rökgaskondensering 12 MW värme
- Årlig produktion: 140 GWh el, 500 GWh värme
- Ångdata: 59 bar, 415°C